# La Unión (Piura)
La Unión es una ciudad menor peruana, ubicada en el distrito homónimo, perteneciente a la provincia y departamento de Piura, al norte del Perú. Es asimismo capital del distrito homónimo. Se encuentra a una altitud de 17 m s. n. m. Tenía una población de 19 155 habitantes en 2017.

## Ubicación
La Unión se ubica a varios kilómetros de las ciudades de Catacaos y Piura. A su vez, se encuentra cerca al límite con el distrito de Vice, de la provincia de Sechura.

## Clima
| Parámetros climáticos promedio de La Unión | Parámetros climáticos promedio de La Unión | Parámetros climáticos promedio de La Unión | Parámetros climáticos promedio de La Unión | Parámetros climáticos promedio de La Unión | Parámetros climáticos promedio de La Unión | Parámetros climáticos promedio de La Unión | Parámetros climáticos promedio de La Unión | Parámetros climáticos promedio de La Unión | Parámetros climáticos promedio de La Unión | Parámetros climáticos promedio de La Unión | Parámetros climáticos promedio de La Unión | Parámetros climáticos promedio de La Unión | Parámetros climáticos promedio de La Unión |
| Mes                                        | Ene.                                       | Feb.                                       | Mar.                                       | Abr.                                       | May.                                       | Jun.                                       | Jul.                                       | Ago.                                       | Sep.                                       | Oct.                                       | Nov.                                       | Dic.                                       | Anual                                      |
| ------------------------------------------ | ------------------------------------------ | ------------------------------------------ | ------------------------------------------ | ------------------------------------------ | ------------------------------------------ | ------------------------------------------ | ------------------------------------------ | ------------------------------------------ | ------------------------------------------ | ------------------------------------------ | ------------------------------------------ | ------------------------------------------ | ------------------------------------------ |
| Temp. máx. media (°C)                      | 32.2                                       | 33.3                                       | 33.4                                       | 32.1                                       | 29.9                                       | 28                                         | 26.7                                       | 26.7                                       | 27.2                                       | 28                                         | 28.9                                       | 30.8                                       | 29.8                                       |
| Temp. media (°C)                           | 26                                         | 27.2                                       | 27.2                                       | 25.8                                       | 24                                         | 22.3                                       | 21                                         | 20.9                                       | 21.2                                       | 21.8                                       | 22.6                                       | 24.4                                       | 23.7                                       |
| Fuente: climate-data.org                   |                                            |                                            |                                            |                                            |                                            |                                            |                                            |                                            |                                            |                                            |                                            |                                            |                                            |